# Orthocoupole-rotonde décagonale
Pour les articles homonymes, voir J32.
En géométrie, l'orthocoupole-rotonde pentagonale est un des solides de Johnson (J33). Comme la gyrocoupole-rotonde décagonale (J32), il peut être construit en joignant une coupole décagonale (J5) et une rotonde décagonale (J6) par leurs bases décagonales. La différence réside dans la rotation de 36 degrés opérée sur une des moitiés.
Les 92 solides de Johnson ont été nommés et décrits par Norman Johnson en 1966.